# Karate-Europameisterschaften 2009
Die 44. Karate-Europameisterschaften der European Karate Federation wurden vom 8. bis 10. Mai 2009 im Dom Sportova in Zagreb, Kroatien ausgetragen. Insgesamt starteten 479 Teilnehmer aus 50 Nationen.

## Medaillen Herren

### Einzel
| Kategorie     | Gold              | Silber                  | Bronze                         |
| ------------- | ----------------- | ----------------------- | ------------------------------ |
| Kata          | Luca Valdesi      | Fernando San José       | Vu Duc Minh Dack Lucio Maurino |
| Kumite -60 kg | Danil Domdjoni    | Matías Gómez            | Michele Giuliani İlyas Demir   |
| Kumite -67 kg | Niyazi Aliyev     | Dimitrios Triantafyllis | Thomas Kaserer William Rolle   |
| Kumite -75 kg | Rafael Aghayev    | Luigi Busà              | Georgios Tzanos Serkan Yagci   |
| Kumite -84 kg | Timothy Petersen  | Enes Erkan              | Amal Atayev Salvatore Loria    |
| Kumite +84 kg | Alexander Gerunov | Stefano Maniscalco      | Enrico Höhne Okay Arpa         |

### Mannschaft
| Kategorie | Gold | Silber       | Bronze                   |
| --------- | --- | ------------ | ------------------------ |
| Kata      | Italien Vincenzo Figuccio Lucio Maurino Luca Valdesi                                                                            | Spanien      | Tschechien Frankreich    |
| Kumite    | Türkei Yusuf Başer Müslüm Baştürk Zeki Demir Gökhan Gündüz Yavuz Karamollaoğlu Murat Salih Kurnaz Yaser Şahintekin Serkan Yağcı | Griechenland | Aserbaidschan Frankreich |

## Medaillen Damen

### Einzel
| Kategorie     | Gold                   | Silber                  | Bronze                             |
| ------------- | ---------------------- | ----------------------- | ---------------------------------- |
| Kata          | Yaiza Martín           | Petra Nová              | Mirna Šenjug Sandy Scordo          |
| Kumite -50 kg | Natalia García         | Desiree Christiansen    | Elena Ponomareva Gülderen Çelik    |
| Kumite -55 kg | Jelena Kovačević       | Natasa Ilievska         | Emelie Thouy Stefania Sandu        |
| Kumite -61 kg | Eva Tulejová-Medveďová | Natalie Williams        | Mirsada Suljkanović Lolita Dona    |
| Kumite -68 kg | Petra Volf             | Tiffany Fanjat          | Irene Colomar Vassiliki Panetsidou |
| Kumite +68 kg | Yıldız Aras            | Evgeniya Podborodnikova | Ana-Marija Čelan Katie Hurry       |

### Mannschaft
| Kategorie | Gold    | Silber                                                        | Bronze                                                           |
| --------- | ------- | ------------------------------------------------------------- | ---------------------------------------------------------------- |
| Kata      | Spanien | Deutschland Franziska Krieg Denise Pawlovski Sabine Schneider | Kroatien Italien Sara Battaglia Viviana Bottaro Samantha Piccolo |
| Kumite    | Spanien | Russland                                                      | Deutschland Ungarn                                               |

## Medaillenspiegel
Ausrichter 
| Platz | Land                    | Gold | Silber | Bronze | Gesamt |
| ----- | ----------------------- | ---- | ------ | ------ | ------ |
| 1     | Spanien                 | 4    | 3      | 2      | 9      |
| 2     | Kroatien                | 3    | 0      | 3      | 6      |
| 3     | Italien                 | 2    | 2      | 4      | 8      |
| 4     | Türkei                  | 2    | 1      | 4      | 7      |
| 5     | Aserbaidschan           | 2    | 0      | 2      | 4      |
| 6     | Russland                | 1    | 2      | 1      | 4      |
| 7     | Niederlande             | 1    | 0      | 0      | 1      |
|       | Slowakei                | 1    | 0      | 0      | 1      |
| 9     | Deutschland             | 0    | 2      | 2      | 4      |
|       | Griechenland            | 0    | 2      | 2      | 4      |
| 11    | Frankreich              | 0    | 1      | 6      | 7      |
| 12    | Tschechien              | 0    | 1      | 1      | 2      |
|       | England                 | 0    | 1      | 1      | 2      |
| 14    | Nordmazedonien          | 0    | 1      | 0      | 1      |
| 15    | Österreich              | 0    | 0      | 1      | 1      |
|       | Bosnien und Herzegowina | 0    | 0      | 1      | 1      |
|       | Ungarn                  | 0    | 0      | 1      | 1      |
|       | Rumänien                | 0    | 0      | 1      | 1      |
| Total | Total                   | 16   | 16     | 32     | 64     |